# Aïn Djeloula
Aïn Djeloula  è  una città nel centro della Tunisia, posta 30 km a ovest di Kairouan e a est del massiccio montagnoso di Djebel Oueslat (895 m).
Fa parte del governatorato di Kairouan e  della delegazione di El Ouslatia.   La città conta 1 651 abitanti.
La città ha preso il nome da una sorgente (aïn) che sgorga dalla montagna. Nelle vicinanze si trovano numerose grotte con vestigia preistoriche.